# Programa Saúde da Família
O Programa Saúde da Família (PSF), criado em 1994 pelo Ministério da Saúde do Brasil, visava reorganizar a atenção primária à saúde (APS) no Sistema Único de Saúde (SUS). Seus princípios eram a oferta de atenção em saúde de forma integral, oportuna e contínua, focando na promoção e prevenção. O PSF instituiu a equipe de Saúde da Família (eSF), grupo multiprofissional com médico, enfermeira, auxiliar de enfermagem e agentes comunitários de saúde. A territorialização era a base para distribuição dessas equipes, com cada eSF responsável por uma população adstrita em área geográfica específica. Em 2006, sua importância como política estruturante do SUS foi reconhecida e o PSF foi reformulado, dando origem à Estratégia Saúde da Família (ESF), considerada o modelo preferencial de organização da APS e centro ordenador das Redes de Atenção à Saúde (RAS) no SUS.

## Antecedentes históricos
A Constituição brasileira de 1988 estabeleceu que "saúde é direito de todos e dever do Estado". O texto constitucional e as leis orgânicas do SUS determinaram como princípios do sistema de saúde: a universalidade, a integralidade, a equidade, a participação social e a descentralização. O novo regulamento atribuía aos municípios a responsabilidade sobre a oferta e gestão dos serviços públicos de saúde, porém os fluxos de transferência de recursos financeiros do governo federal para os demais entes federativos não estavam bem definidos, impossibilitando que a esfera municipal assumisse efetivamente a administração da rede.
Paralelamente, estavam em curso algumas experiências de implantação de modelos assistenciais de base comunitária que serviram de inspiração para a criação do PSF. Pelo menos desde a década de 1970, na periferia de Porto Alegre (RS), vigorava um modelo de sistema de saúde comunitária organizado a partir do Centro Médico Social São José do Murialdo. No município de Niterói (RJ), em 1992, fora criado o Programa Médico de Família (PMF), que importou do modelo cubano algumas características como a abordagem integral, a centralidade na família e na comunidade e a produção social do cuidado.
Em 1987, o governo do estado do Ceará adotou algumas medidas emergenciais para lidar com os danos provocados pela seca e contratou 6 mil mulheres do Sertão nordestino para executar ações junto às suas comunidades a fim de enfrentar a situação crítica da saúde infantil. Considerado uma experiência pioneira na institucionalização do trabalho comunitário na saúde, o Programa Agentes de Saúde (PAS) cearense teve resultados positivos e, em 1991, o Ministério da Saúde lançou o Programa de Agentes Comunitários de Saúde (PACS) que possibilitava a adoção da mesma estratégia para ampliar a cobertura do sistema público na atenção à saúde materno-infantil em zonas rurais e periferias de grandes cidades.

## Implantação
Em 1994, ainda no governo Itamar Franco, o ministro da saúde Henrique Santillo lançou as bases do Programa na publicação "Saúde dentro de casa: Programa de Saúde da Família". A gerência do PSF ficou a cargo da Coordenação de Saúde da Comunidade (Cosac), que integrava o Departamento de Operações da Fundação Nacional de Saúde (Funasa). A Funasa, criada em 1991, era uma entidade recente na estrutura do Ministério da Saúde e com atuação desarticulada das áreas programáticas do órgão. Esta condição conferiu ao PSF uma posição de pouco destaque no momento de sua criação.
As diretrizes da primeira formulação do PSF estabeleciam como prioridade alcançar os 32 milhões de brasileiros que constavam no "Mapa da Fome do Instituto de Pesquisa Econômica Aplicada" (IPEA) à época. O modelo de assistência focado na doença deveria dar lugar a ações de promoção e proteção da saúde oferecidas por equipes multiprofissionais aos indivíduos e suas famílias e tendo como pilares os princípios do SUS. As unidades federativas, após convênio com o governo federal, deviam constituir uma "Coordenação Estadual do PSF", responsável pelo recebimento e análise dos pedidos de adesão dos municípios interessados no Programa.
Em 1995, a função de gerenciar o Programa foi retirada da Funasa e transferida para o Departamento de Assistência e Promoção da Saúde da Secretaria de Assistência à Saúde (SAS). O remanejamento efetuado pelo Ministro Adib Jatene contribuiu para dar maior visibilidade e fortalecer o PSF dentro do Ministério.

## Financiamento
Em seguida, a publicação da Norma Operacional Básica de 1996 (NOB-SUS/96) se juntou ao conjunto de leis e outras Normas (1991, 1992, 1993) que vinham delineando o funcionamento do SUS e ajudou a impulsionar a consolidação do Programa.  Dentre as principais contribuições da NOB-SUS/96 podem ser destacadas: a determinação do PSF como modelo preferencial para a APS no Brasil e a criação de um método de transferência direta de recursos do governo federal para os municípios, finalmente possibilitando a expansão e redistribuição dos serviços de saúde como preconizado pelo princípio de descentralização.
O chamado Piso da Atenção Básica (PAB), consistia em um procedimento de distribuição sistemática de verbas do Fundo Nacional de Saúde diretamente para os fundos estaduais e municipais. O PAB era composto por duas modalidades: "Fixo" e "Variável". O "PAB Fixo" era um repasse federal regular, automaticamente transferido a estados e municípios e calculado per capita com base na população local. Por outro lado, o acesso aos recursos do "PAB Variável" era condicionado à adesão a ações e programas prioritários do governo federal, funcionando como um indutor de políticas de saúde estratégicas, como o Saúde da Família.
No mesmo ano, o governo Fernando Henrique Cardoso criou o "Projeto de Reforço à Reorganização do Sistema Único de Saúde" (REFORSUS), utilizando recursos emprestados pelo Banco Mundial (BIRD) e pelo Banco Interamericano de Desenvolvimento (BID), para reforçar o custeio de implantação do Programa.

## Consolidação
Desde o início da operacionalização do PAB, observou-se uma expansão significativa da cobertura do PSF. Entre 1996 e 1999, o número de equipes de Saúde da Família aumentou de 847 para 4.495 e o número de municípios participantes passou de 228 para 1.970 em todo o país. Dois anos depois, em 2001, a quantidade de equipes já somava 15.867 enquanto os municípios totalizavam 4.071. Em 1998, para auxiliar no monitoramento das ações realizadas nos serviços da rede de APS em expansão, foi criado um novo sistema de informação, o Sistema de Informação da Atenção Básica (SIAB). O PSF está associado à redução da mortalidade infantil, com estudos mostrando uma queda expressiva nas taxas em municípios com alta cobertura. Além disso, a sua implementação levou a uma diminuição das internações por condições sensíveis à atenção primária (ICSAP), como asma e doenças cardiovasculares. A transformação do PSF em Estratégia Saúde da Família foi oficializada pela Política Nacional de Atenção Básica (PNAB) de 2006, por meio da Portaria GM nº 648/2006, consolidando-a como a abordagem prioritária para a reorganização da atenção primária no SUS.